# کویپاپیته
کویپاپیته (به اسپانیایی: Coipapite) یک کوه در پرو است. کویپاپیته ۴٬۸۰۰ متر بالاتر از سطح دریا واقع شده‌است.